# 진도만가
진도만가(珍島輓歌)는 대한민국 전라남도 진도군에 전해오는 민요의 하나로 상여꾼들이 상여를 매고 가면서 부르는 상여소리다. 1987년 8월 25일 전라남도의 무형문화재 제19호로 지정되었다.

## 개요
만가는 민요의 하나로 상여꾼들이 상여를 매고 가면서 부르는 상여소리다. 진도만가에는 두 종류가 있는데, 하나는 부자나 지역에서 양반가로 알려진 집에서 초상이 났을 때 신청의 예인들을 불러 그들에게 만가를 부르게 하는 것이다. 또 하나는 마을의 상여 설소리꾼에게 상여소리를 하게 하는 경우다.
신청의 예인들은 무당에 종사하는 사람들로, 상여가 나갈 때 북, 장구, 쇠, 피리 등을 연주하며 만가를 부르는데, 사설과 가락이 다양하고 무당의 노래를 응용하여 부르는 경우도 많다. 마을 상여소리꾼이 만가를 부르는 경우에는 조금 단순하여 에-소리나 가난보살만을 부른다.
진도만가는 지산면에서 불리는 신청예인들의 만가로서 전문화된 상여소리인데 진염불, 에소리, 재화소리, 하적소리, 다리천근, 다구질 소리로 되어 있다. 진도만가의 특징은 마을 여성들이 상두꾼으로 참여하고 함께 소리를 한다는 점이다. 이러한 여성들을 호상꾼이라 하는데, 양반가의 상여행렬에서 볼 수 있던 것이 지금은 일반화되었다. 이외에도 가면을 쓴 방자쇠 두 사람이 조랑말을 타고 칼춤을 추면서 잡신을 쫓는가 하면 횃불이 등장하고 상주들의 상복 또한 특이하다.
진도만가는 무당의 음악과 민요가 함께 쓰인다는 점과 여성이 상두꾼으로 따르는 장례풍속의 독특한 점을 볼 때 민속학적 측면에서 매우 중요한 의미를 가지는 문화재이다.

## 보유자
| 구분   | 성명 (생년월일) | 성별 | 기예능 | 주소                         | 인정·해제일자 | 비고 |
| ------ | --------------- | ---- | ------ | ---------------------------- | ------------- | ---- |
| 보유자 | 오주창 (吳柱昌) | 남   | 만가   | 진도군 지산면 인지1길 9-4    | 2015.8.6 인정 |      |
| 보유자 | 김기선 (金畿宣) | 남   | 만가   | 진도군 지산면 인지독치1길 20 | 2015.8.6 인정 |      |

## 참고 문헌
- 진도만가 - 국가유산청 국가유산포털